# Таємниця короля
Таємниця короля (фр. Secret du Roi) — назва таємної розвідувальної служби короля Франції Людовика XV. Мережа шпигунів та дипломатів короля проіснувала з 1745 по 1774 рік. Таємна служба короля виконувала зовнішньополітичні завдання у Східній та Північній Європі, спрямовані на посилення позиції Франції у цьому регіоні. Однією з основних завдань служби було встановлення на польському троні принца де Конті.
У секретній мережі спочатку працювали 32 особи, на чолі яких спочатку перебував кардинал Флері, а потім Шарль-Франсуа де Брольї і Жан-П'єр Терчир. Імена відомих агентів:  «Шевальє д'Еон», «П'єр де Бомарше», «Чарльз Тевено де Моран» і «Луї де Ноай».